# Ernst Theodor von Rothkirch-Trach
Ernst Theodor Freiherr von Rothkirch–Trach (* 6. Januar 1820 in Panthenau, Kreis Goldberg-Haynau; † 2. Januar 1892 in Goldberg, Niederschlesien) war ein deutscher Verwaltungsbeamter und Parlamentarier.

## Leben
Ernst Theodor von Rothkirch-Trach war Sohn des preußischen Kammerherrn und Majoratsherrn auf Schloss Panthenau (seit 1945 Pątnów, Powiat Legnicki) und Fideikommissherrn auf Bärsdorf Ernst Wolfgang von Rothkirch-Trach und der Adelheid Auguste geborene von Seebach. Nach dem gemeinsamen Besuch mit seinem älteren Bruder Alexander Wolfgang Freiherr von Rothkirch und Trach, gen. von Schwarzenfels,  an der Ritterakademie Brandenburg ging er zur Ritterakademie Liegnitz. Dann studierte Rothkirch an der Rheinischen Friedrich-Wilhelms-Universität Bonn und Friedrich-Wilhelms-Universität Rechts- und Kameralwissenschaften. 1841 wurde er Mitglied des Corps Borussia Bonn. Nach dem Studium war er Referendar am Stadtgericht Liegnitz und Assessor am Oberlandesgericht Glogau. Von 1851 bis zu seinem Tod war er Landrat des Landkreises Goldberg-Haynau. In der Preußischen Armee erreichte er den Dienstgrad Hauptmann.
Von 1854 bis 1858 saß Rothkirch-Trach im Preußischen Abgeordnetenhaus, von 1854 bis 1855 als Abgeordneter des Wahlkreises Liegnitz 6 in der Fraktion von Arnim und von 1855 bis 1858 als Abgeordneter des Wahlkreises Liegnitz 5 in der Fraktion Graf Pückler. 1866 wurde er als Abgeordneter des Wahlkreises Liegnitz 5 wiederg–ewählt. Am 8. August 1866, drei Tage nach Beginn der 1. Session, verlor er das Mandat durch Ungültigkeitserklärung.–

## Auszeichnungen
- Charakterisierung als Geheimer Regierungsrat
- Ernennung zum Ehrenbürger der Stadt Goldberg